# Gonoconophora funkhouseri
Gonoconophora funkhouseri är en insektsart som beskrevs av Fonseca. Gonoconophora funkhouseri ingår i släktet Gonoconophora och familjen hornstritar. Inga underarter finns listade i Catalogue of Life.